# Kaproen (hoofddeksel)

Portret van een man met rode tulband door Jan van Eyck. Vermoedelijk een zelfportret met kaproen, hier als een soort tulband gedragen.

Een kaproen (van het Franse chaperon voor "kap") is een kapachtig hoofddeksel dat in de middeleeuwen gedragen werd. De kap bedekte het hoofd en de nek van de drager tot aan de schouders, waarbij alleen het gezicht vrijgelaten werd. De kaproen eindigde achter op het hoofd in een lange punt (lierepijp of lamfer genoemd).
In de vroege middeleeuwen werd de kaproen vooral door arme mensen gedragen. Vanaf de 14e eeuw begonnen ook rijkere mensen kaproenen te dragen, gemaakt van luxere stof. Vanaf begin 15e eeuw werd de kaproen vaak als een soort tulband over het hoofd gedrapeerd. In de latere middeleeuwen werden de punt en het schouderstuk steeds langer. Was de kaproen eerst voorbehouden aan mannen, in de late middeleeuwen begonnen ook vrouwen dit hoofddeksel te dragen.
De Witte Kaproenen waren een soort politiekorps in Gent in de 14e en 15e eeuw. De leden droegen een witte kaproen als herkenningsteken. Het korps in Brugge en Ieper werd daar respectievelijk de Rode Kaproenen en Blauwe Kaproenen genoemd.
De benaming "kaproen" of "chaperon" wordt vandaag de dag gebruikt voor een deel van een toga zoals die door advocaten en rechters wordt gedragen. De kaproen is een schouderkussen waaraan de epitoga (een schouderversiering die de academische graad aangeeft) wordt bevestigd.

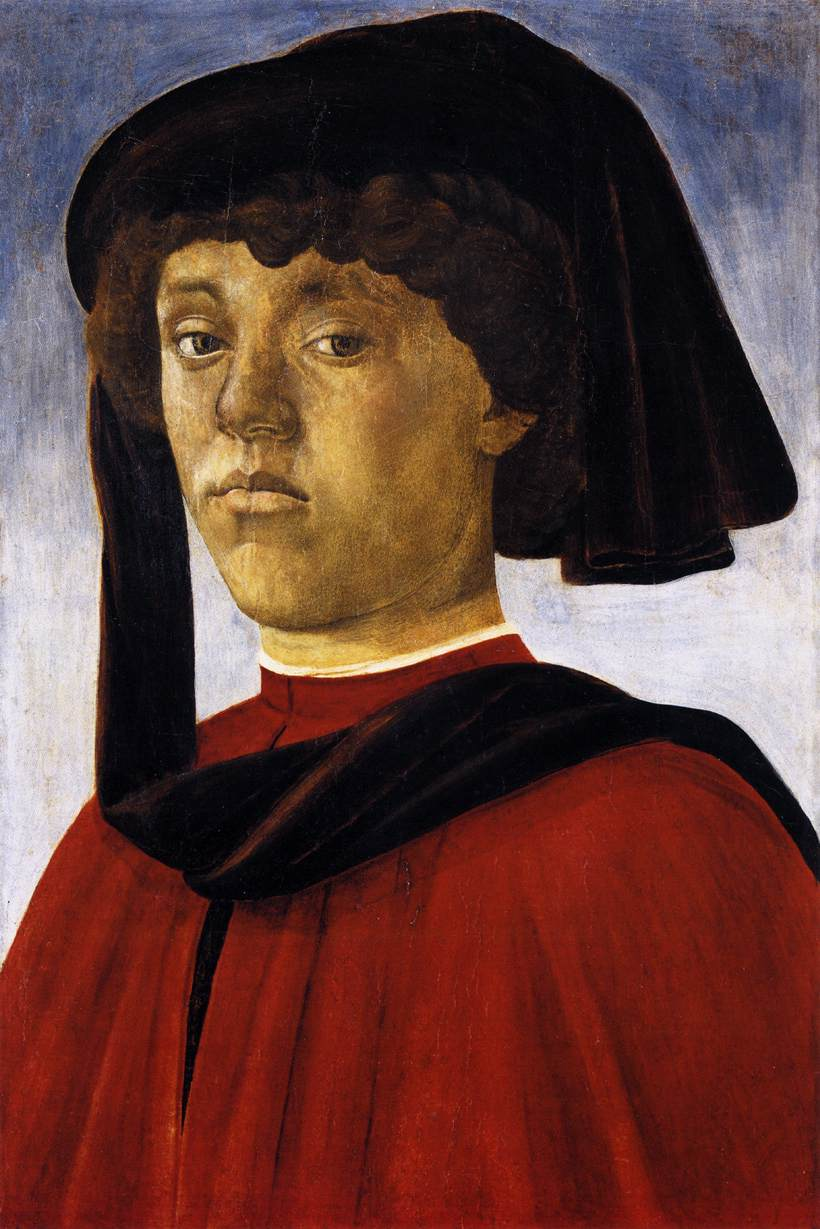
Sandro Botticelli: Portret van een jonge man. In typisch Italiaanse stijl is de lamfer (punt) van de kaproen aan de voorkant gedrapeerd
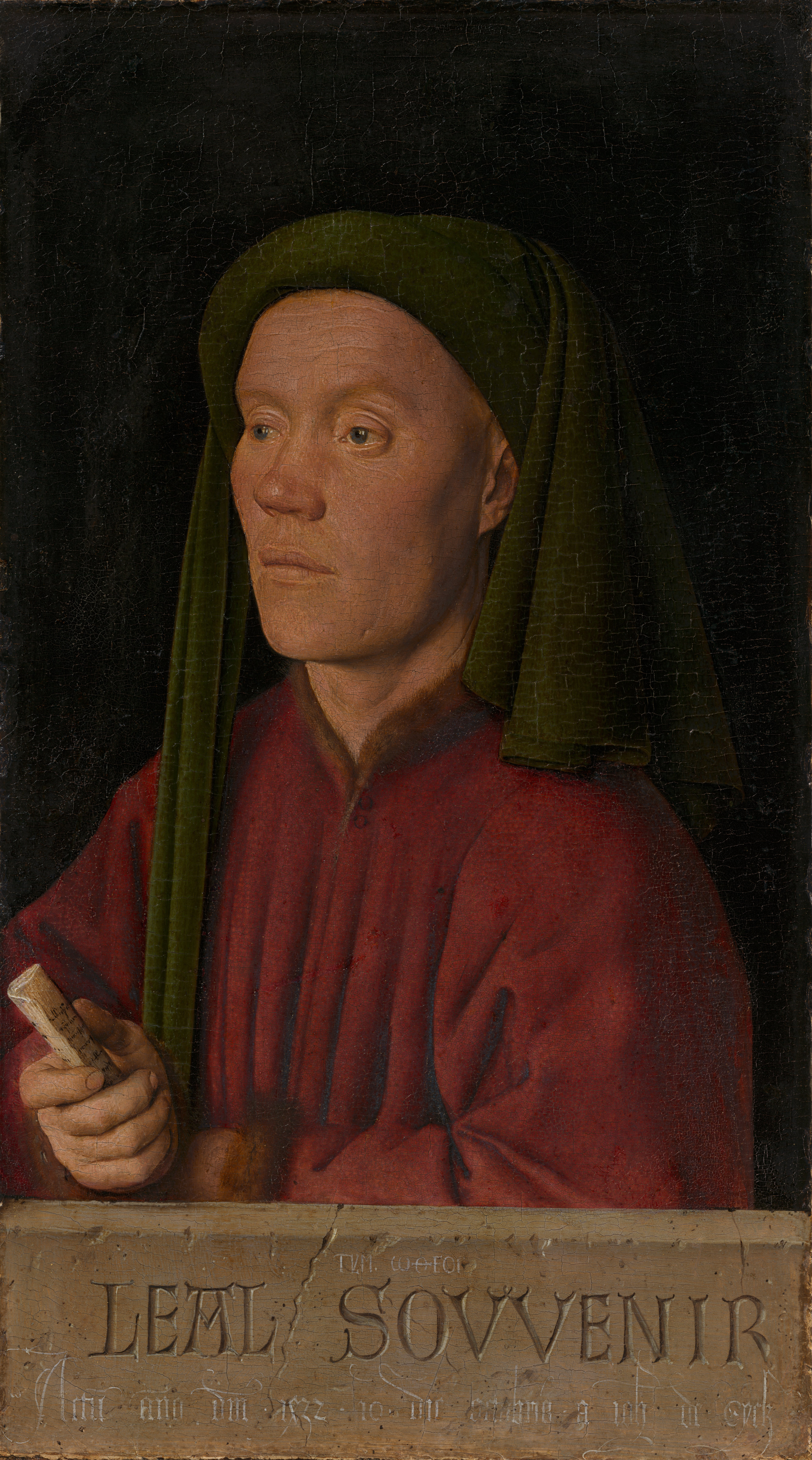
Jan van Eyck: Portret van een man (1432)
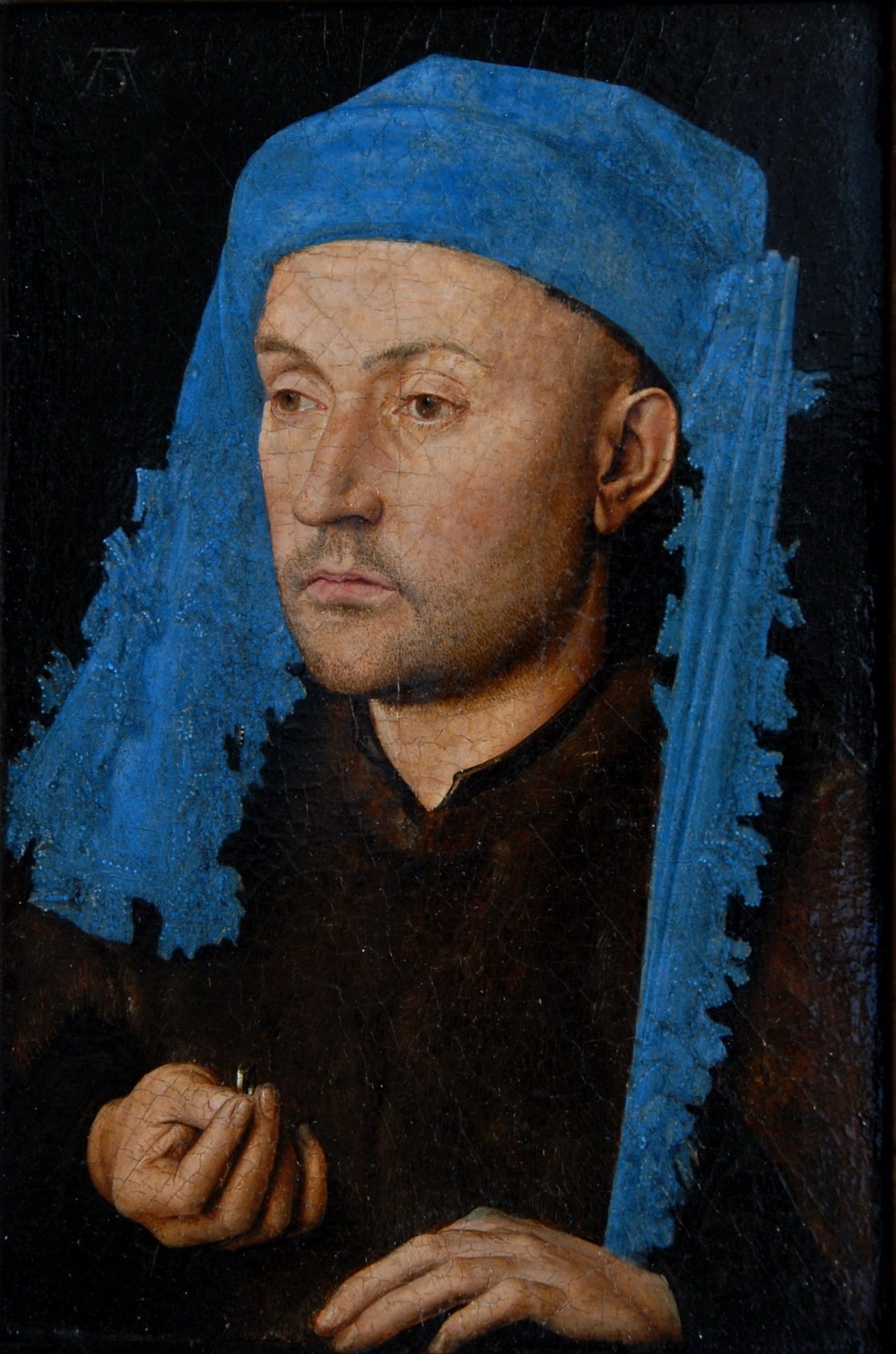
Jan van Eyck: Man met de blauwe kaproen
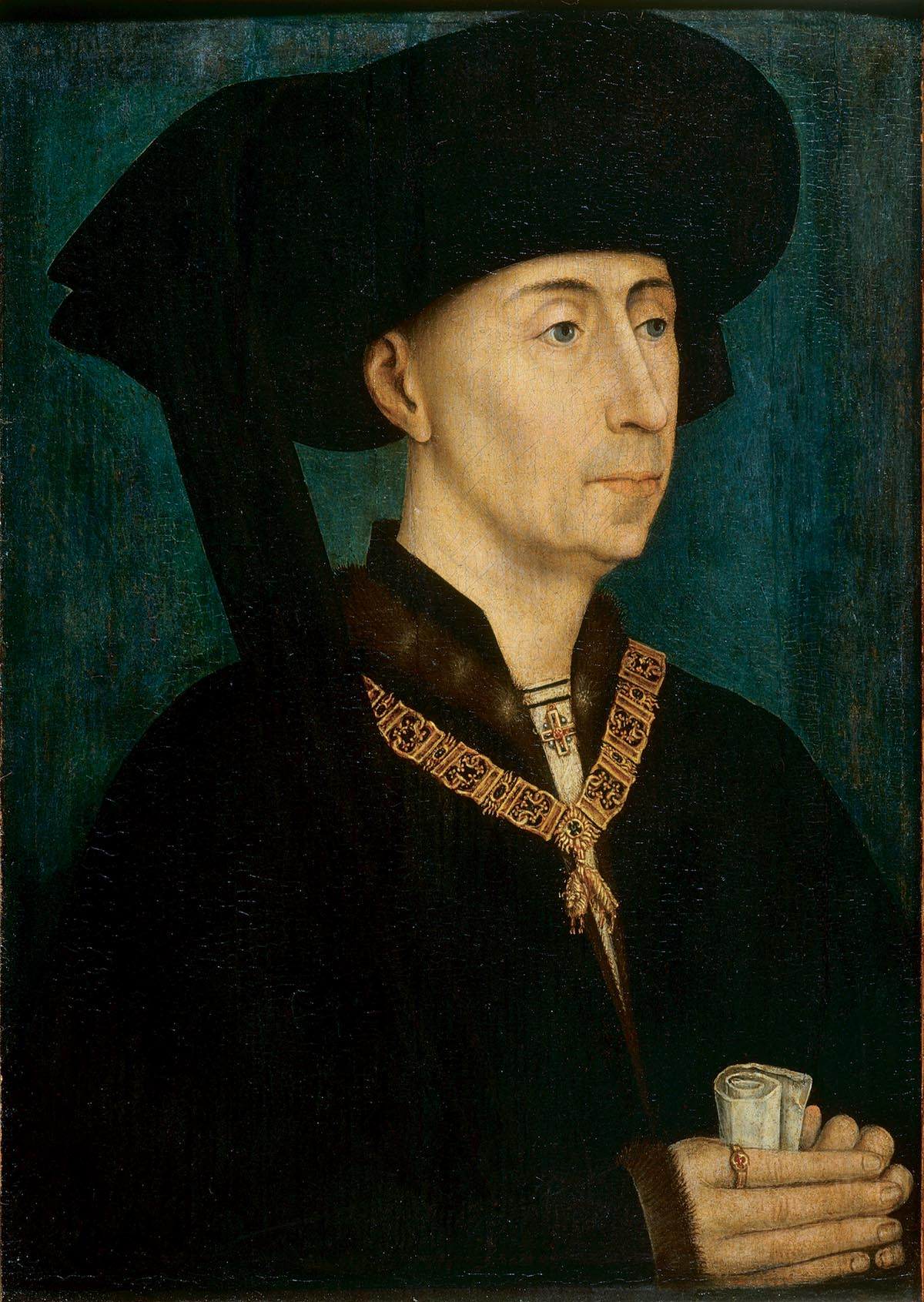
Rogier van der Weyden: Portret van Filips de Goede, ca. 1450
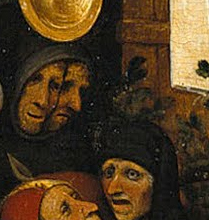
Twee zotten onder één kaproen (Een gek is zelden alleen), detail uit Nederlandse Spreekwoorden van Pieter Bruegel de Oude (1559)